# Zachariah Chandler
Zachariah Chandler (ur. 10 grudnia 1813 w Bedford, zm. 1 listopada 1879 w Chicago) – amerykański polityk.

## Działalność polityczna
W latach 1851–1852 był burmistrzem Detroit. Czterokrotny senator (1857–1875, 1879). W latach 1875–1877 Sekretarz Departamentu Zasobów Wewnętrznych Stanów Zjednoczonych w gabinecie prezydenta Ulyssesa Granta.